# José Luís Constantino Dias
José Luís Constantino Dias, 1.º Marquês de Vale Flor GCNSC (Murça, Murça, 19 de Março de 1855 – Bad Nauheim, 20 de Julho de 1932) foi um empresário e aristocrata português.
Originário de família ligada à agricultura, parte para a colónia ultramarina de São Tomé e Príncipe em 1871. Inicia-se como trabalhador num estabelecimento comercial, contudo em breve passa a dedicar-se à agricultura. Em 1882 adquire a roça "Boa Vista", tornando-se produtor e comerciante de cacau. Durante a sua estadia em São Tomé acaba por desempenhar o cargo de Presidente da Câmara.
Casou-se com Maria do Carmo Dias Constantino Ferreira Pinto (1872-1952), filha de Elias do Carmo Constantino Ferreira Pinto e de sua mulher Jenny Dias Constantino, com quem teve dois filhos: José Luís de Vale Flor, 2º Marquês de Vale Flor e Jenny Ferreira Pinto Dias.
Encontra-se sepultado no Cemitério dos Prazeres, em Lisboa, num sumptuoso jazigo de família particular.
Património: O actual Hotel Pestana Palace (ex-Carlton), em Lisboa, funciona no palácio onde moravam os Marqueses de Vale Flor.

## Títulos

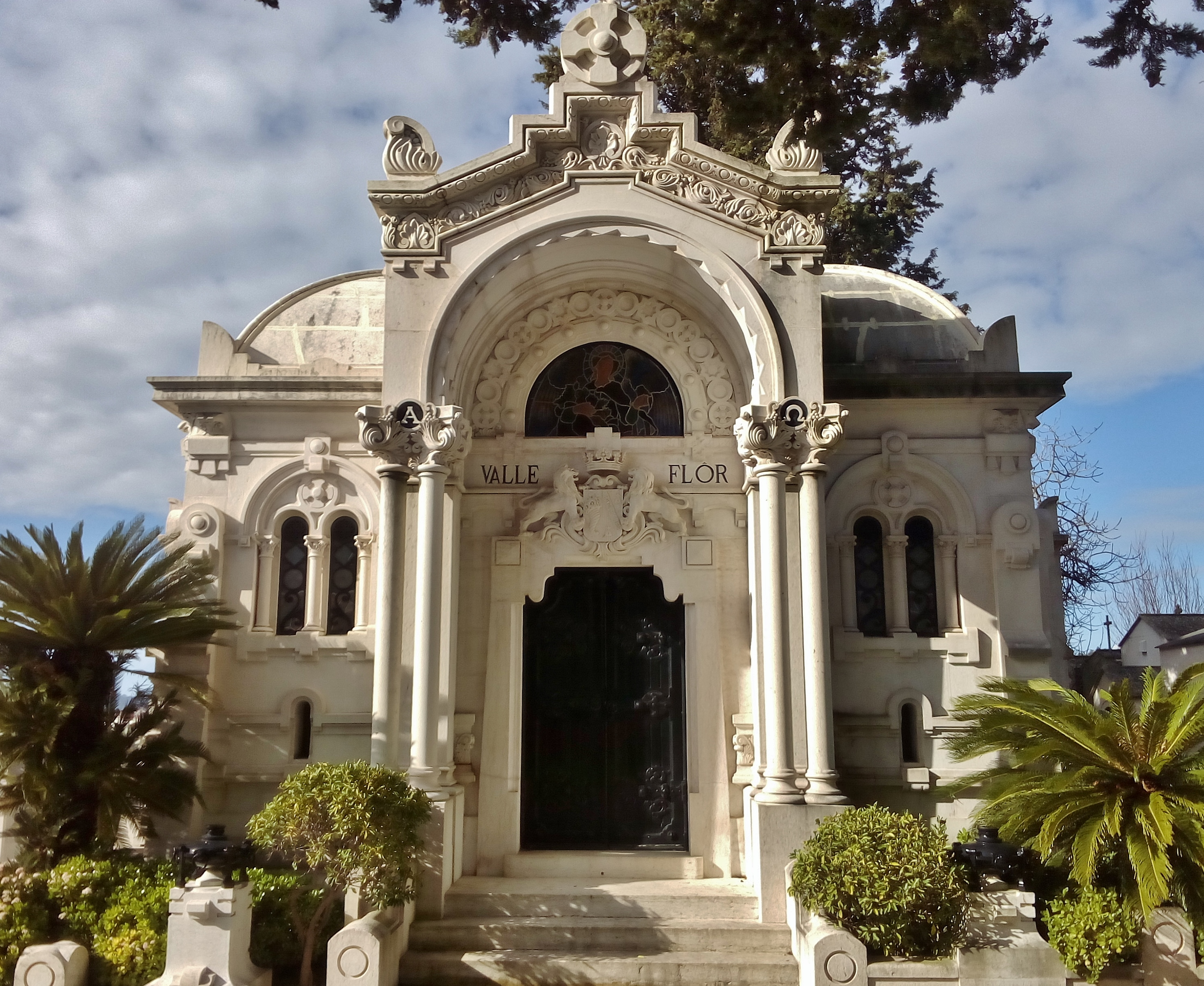
Jazigo do Marquês de Vale Flor, no Cemitério dos Prazeres

Constantino Dias recebeu o viscondado por decreto de 3 de Maio de 1890, o condado e o marquesado por decreto de 7 de Novembro de 1907, todos de D. Carlos I. Após sua morte, seu único filho foi pretendente ao título de 2.º marquês de Vale Flor. Foi igualmente nomeado por D. Manuel II como Par do Reino.
O Marquês também era grã-cruz da Ordem de Nossa Senhora da Conceição de Vila Viçosa.